# رناتا کاتونا
رناتا کاتونا (مجاری: Renáta Katona؛ زادهٔ ۱۷ نوامبر ۱۹۹۴) شمشیرباز زن اهل مجارستان است.